# Contz-les-Bains
Contz-les-Bains [kɔ̃ts le bɛ̃], appelée Basse-Kontz avant 1930, est une commune française située dans le département de la Moselle, en région Grand Est.
Le village fait partie du pays de Sierck, il est connu pour son vignoble, devenu AOC (depuis 2010) et son orgue centenaire.

## Géographie

### Localisation
|             | Schengen ( Luxembourg) |                  |
| Haute-Kontz | Contz-les-Bains        | Apach            |
| Rettel      |                        | Sierck-les-Bains |

Le village de Contz-les-Bains est situé sur la rive gauche de la Moselle, le nord du territoire communal est délimité par la frontière entre la France et le Luxembourg.

### Hydrographie
La commune est située dans le bassin versant du Rhin au sein du bassin Rhin-Meuse. Elle est drainée par la Moselle.
La Moselle, d’une longueur totale de 560 kilomètres, dont 315 kilomètres en France, prend sa source dans le massif des Vosges au col de Bussang et se jette dans le Rhin à Coblence en Allemagne.

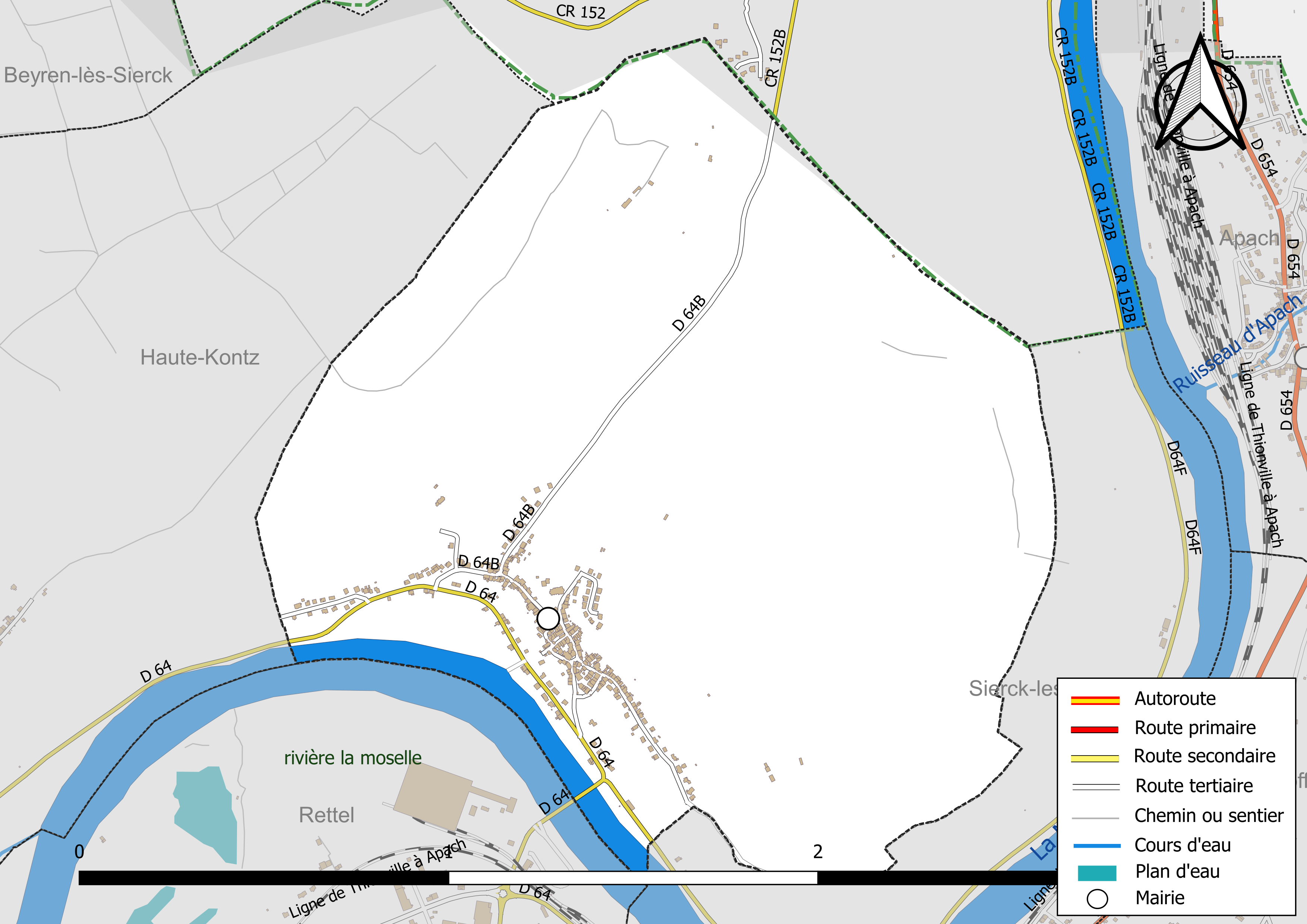
Réseaux hydrographique et routier de Contz-les-Bains.

La qualité de la Moselle peut être consultée sur un site spécial géré par les agences de l’eau et l’Agence française pour la biodiversité.

### Climat
Pour des articles plus généraux, voir Climat du Grand Est et Climat de la Moselle.
En 2010, le climat de la commune est de type climat des marges montargnardes, selon une étude du Centre national de la recherche scientifique s'appuyant sur une série de données couvrant la période 1971-2000. En 2020, Météo-France publie une typologie des climats de la France métropolitaine dans laquelle la commune est exposée à un climat semi-continental et est dans la région climatique  Lorraine, plateau de Langres, Morvan, caractérisée par un hiver rude (1,5 °C), des vents modérés et des brouillards fréquents en automne et hiver. 
Pour la période 1971-2000, la température annuelle moyenne est de 9,5 °C, avec une amplitude thermique annuelle de 16,9 °C. Le cumul annuel moyen de précipitations est de 846 mm, avec 12,9 jours de précipitations en janvier et 9,5 jours en juillet. Pour la période 1991-2020, la température moyenne annuelle observée sur la station météorologique de Météo-France la plus proche, « Malancourt », sur la commune d'Amnéville à 26 km à vol d'oiseau, est de 10,2 °C et le cumul annuel moyen de précipitations est de 884,1 mm. 
La température maximale relevée sur cette station est de 39,3 °C, atteinte le 25 juillet 2019 ; la température minimale est de −17,9 °C, atteinte le 5 janvier 1985,,. 
Les paramètres climatiques de la commune ont été estimés pour le milieu du siècle (2041-2070) selon différents scénarios d'émission de gaz à effet de serre à partir des nouvelles projections climatiques de référence DRIAS-2020. Ils sont consultables sur un site spécial publié par Météo-France en novembre 2022.

## Urbanisme

### Typologie
Au 1er janvier 2024, Contz-les-Bains est catégorisée petite ville, selon la nouvelle grille communale de densité à sept niveaux définie par l'Insee en 2022.
Elle appartient à l'unité urbaine de Perl (ALL)-Sierck-les-Bains (partie française), une agglomération internationale regroupant cinq  communes, dont elle est une commune de la banlieue,,. Par ailleurs la commune fait partie de l'aire d'attraction de Luxembourg (partie française), dont elle est une commune de la couronne,. Cette aire, qui regroupe 115 communes, est catégorisée dans les aires de 700 000 habitants ou plus (hors Paris),.

### Occupation des sols
L'occupation des sols de la commune, telle qu'elle ressort de la base de données européenne d’occupation biophysique des sols Corine Land Cover (CLC), est marquée par l'importance des territoires agricoles (46,7 % en 2018), en diminution par rapport à 1990 (47,8 %). La répartition détaillée en 2018 est la suivante : 
forêts (41,2 %), terres arables (21,1 %), prairies (13,3 %), cultures permanentes (12,3 %), zones urbanisées (8,8 %), eaux continentales (3,3 %). L'évolution de l’occupation des sols de la commune et de ses infrastructures peut être observée sur les différentes représentations cartographiques du territoire : la carte de Cassini (XVIIIe siècle), la carte d'état-major (1820-1866) et les cartes ou photos aériennes de l'IGN pour la période actuelle (1950 à aujourd'hui).

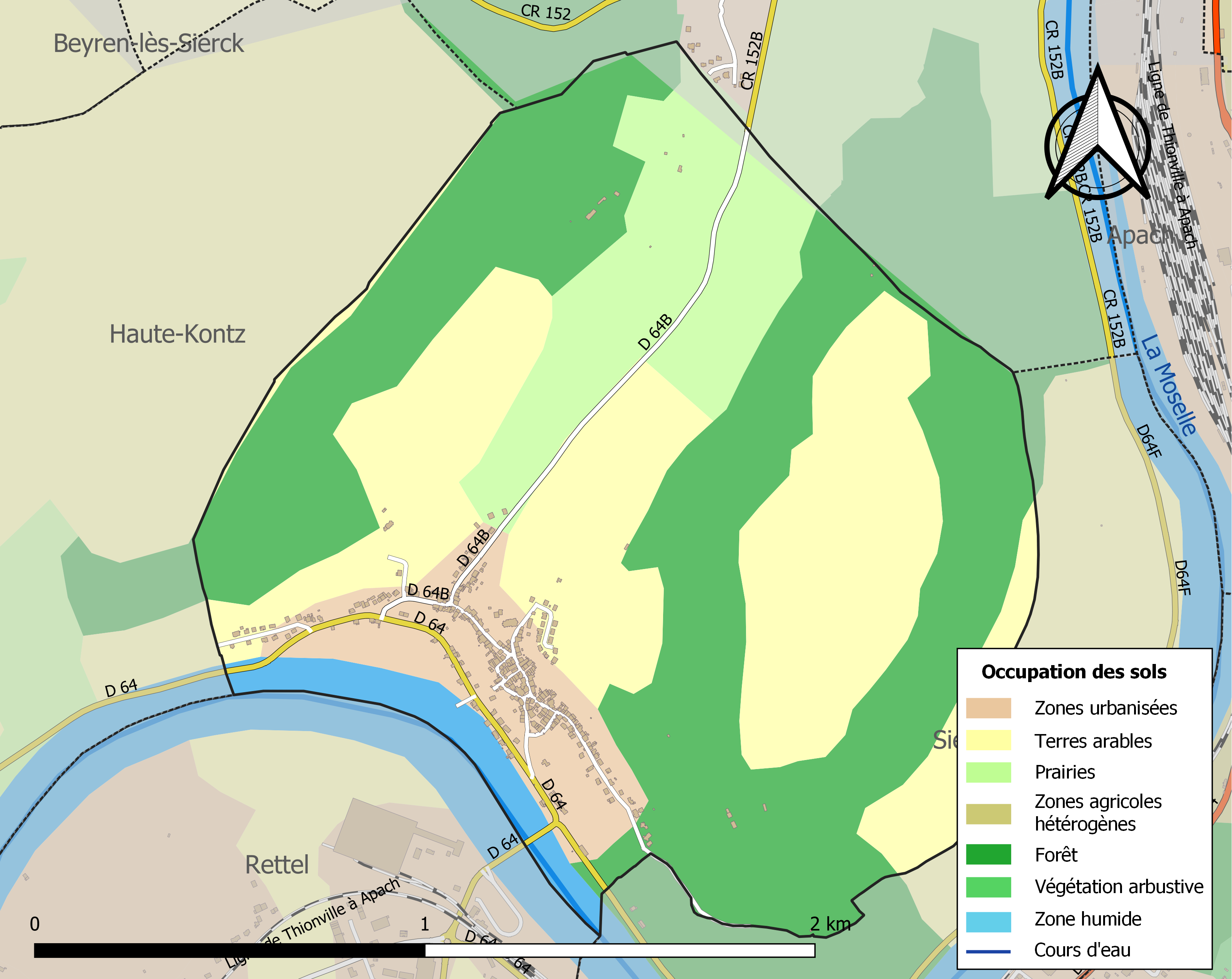
Carte des infrastructures et de l'occupation des sols de la commune en 2018 (CLC).

## Toponymie
- Inferior Kontz (1535) ; Nidercontz (1594) ; Nider Kuntz, Nider-Kontz et Nidre-Kontz (XVIIe siècle) ; Contz Basse (1686)[15] ; Koutz la Basse (1793) ; Kontz (1801)[16] ; Basse-Kontz et Kontz-Basse (XIXe siècle)[17] ; Contz-les-Bains (1930)[16].
- En allemand : Niederkontz ou Kontz bei Sirk[15], Niederkontz et Bad Kontz (1871-1918).
- En francique lorrain : Nidder-Konz[18], Nidder-Kontz et Nidder-Kons.

### Sobriquets
Anciens sobriquets désignant les habitants de la commune : 
Di Konzer Bounefrësser (les bouffeurs de haricots de Contz). Variantes : Gordenbaunen Fresser/Gartenbohnen Fresser. 
Die Kontzer Kwiseler (les faux dévots de Contz).

## Histoire
Village de la prévôté de Sierck, Contz est cédé par la Lorraine au royaume de France en 1661 dans le cadre du traité de Vincennes. Il y avait par ailleurs à Contz une seigneurie dépendant du comté de Hombourg en 1682.
Sur le plan religieux, Contz était le siège d'une paroisse du diocèse de Trèves, dans la doyenné de Perl.
Contz-les-Bains se situe sur le passage de la 4e étape du Tour de France 2017.

### Les Hospitaliers
Hôpital d'Hospitaliers de l'ordre de Saint-Jean de Jérusalem, fondé en 1432 par Pierre de Cues, restauré en 1687. Entièrement transformé au XXe siècle, il n'en subsiste qu'une pierre ornée d'un écusson aux armes de Pierre de Cues et d'une inscription. L'écu a été redaté 1425.

## Politique et administration
| Période                                  | Période   | Identité          | Étiquette | Qualité |
| ---------------------------------------- | --------- | ----------------- | --------- | ------- |
| mars 1989                                | mars 1995 | Étienne Simon     |           |         |
| mars 1995                                | mars 2014 | Jean-Marie Poncin |           |         |
| mars 2014                                | En cours  | Yves Licht        |           |         |
| Les données manquantes sont à compléter. |           |                   |           |         |

## Démographie
L'évolution du nombre d'habitants est connue à travers les recensements de la population effectués dans la commune depuis 1793. Pour les communes de moins de 10 000 habitants, une enquête de recensement portant sur toute la population est réalisée tous les cinq ans, les populations de référence des années intermédiaires étant quant à elles estimées par interpolation ou extrapolation. Pour la commune, le premier recensement exhaustif entrant dans le cadre du nouveau dispositif a été réalisé en 2006.

En 2022, la commune comptait 524 habitants, en évolution de +2,95 % par rapport à 2016 (Moselle : +0,52 %, France hors Mayotte : +2,11 %).
| 1793 | 1800 | 1806 | 1821 | 1836 | 1841 | 1861 | 1866 | 1871 |
| ---- | ---- | ---- | ---- | ---- | ---- | ---- | ---- | ---- |
| 453  | 392  | 487  | 617  | 664  | 561  | 572  | 596  | 579  |

| 1875 | 1880 | 1885 | 1890 | 1895 | 1900 | 1905 | 1910 | 1921 |
| ---- | ---- | ---- | ---- | ---- | ---- | ---- | ---- | ---- |
| 523  | 532  | 536  | 521  | 508  | 506  | 519  | 454  | 513  |

| 1926 | 1931 | 1936 | 1946 | 1954 | 1962 | 1968 | 1975 | 1982 |
| ---- | ---- | ---- | ---- | ---- | ---- | ---- | ---- | ---- |
| 540  | 502  | 523  | 484  | 481  | 505  | 469  | 457  | 450  |

| 1990 | 1999 | 2006 | 2011 | 2016 | 2021 | 2022 | - | - |
| ---- | ---- | ---- | ---- | ---- | ---- | ---- | - | - |
| 452  | 451  | 502  | 476  | 509  | 519  | 524  | - | - |

## Culture locale et patrimoine

### Lieux et monuments

#### Édifices civils
- Hôpital d'Hospitaliers de Saint-Jean-de-Jérusalem,

#### Édifices religieux
- L'église paroissiale Saint-Jean-Baptiste, de style néo-gothique, construite de 1869 à 1871 en remplacement de l'ancienne église paroissiale dont les vestiges subsistent dans le cimetière sur les plans de l'architecte messin C. Jacquemin. Son orgue Franz Staudt, datant de 1898, possède 29 jeux, 2 claviers et pédalier et figure parmi les plus belles orgues de Lorraine. Il fait très régulièrement l'objet de concerts et spectacles de qualité l'associant à des artistes de renommées nationales et internationales.
- La chapelle Saint-Jean-Baptiste du cimetière, dont le chœur est classé monument historique. Ancienne église paroissiale construite dans la 1re moitié du XVe siècle. Elle a été remplacée par une nouvelle église construite plus au nord dans le village. Contient une clef de voûte, provenant probablement de la nef, aux armes personnelles d'Arnould VI de Sierck (1386-1454), restaurée en 1889.
- Chapelle Notre-Dame-des-Sept-Douleurs dite chapelle du Bœsch sur le Stromberg, construite en 1849 pour le curé Muller par ses paroissiens.

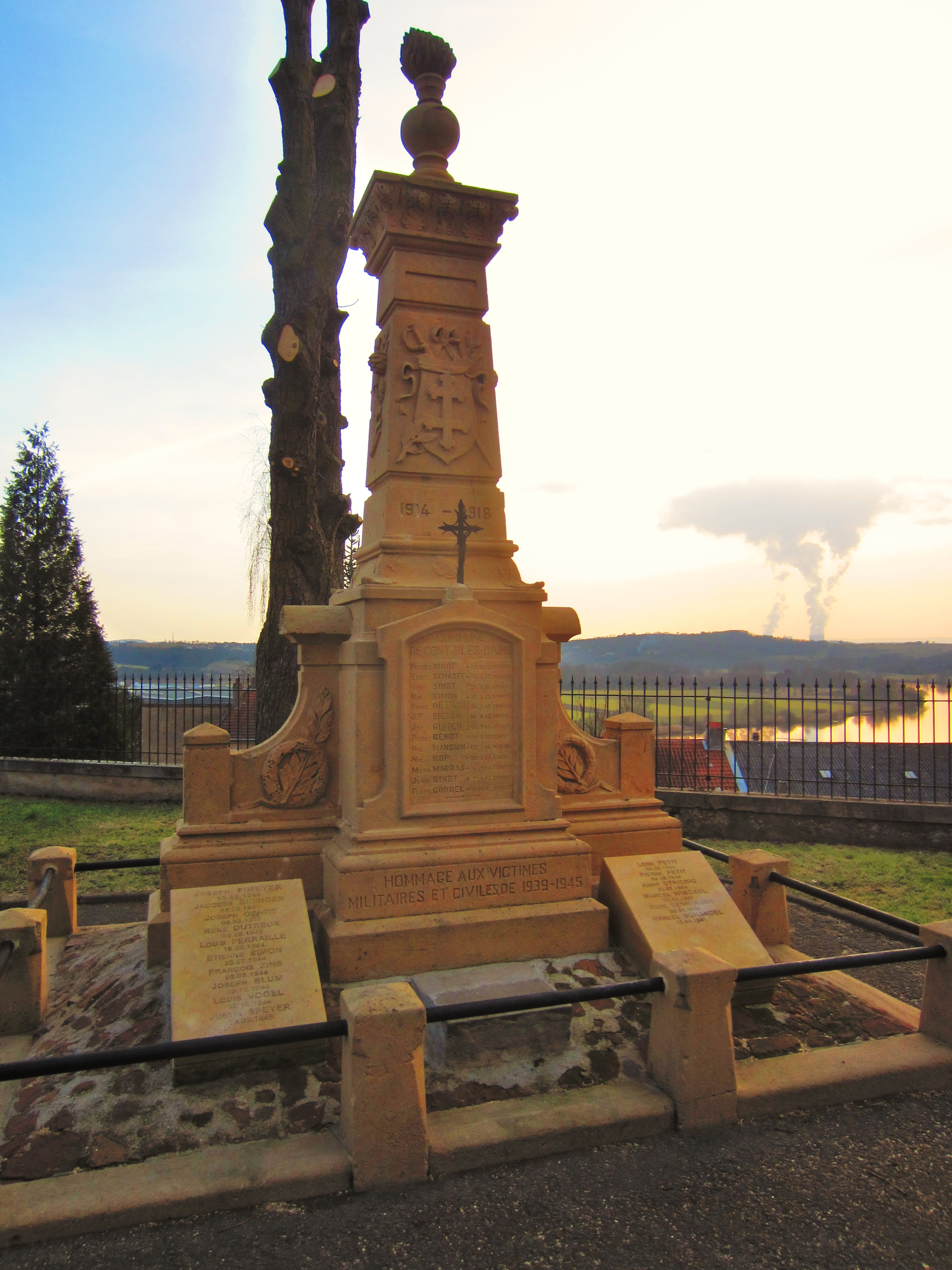
Monument aux morts.
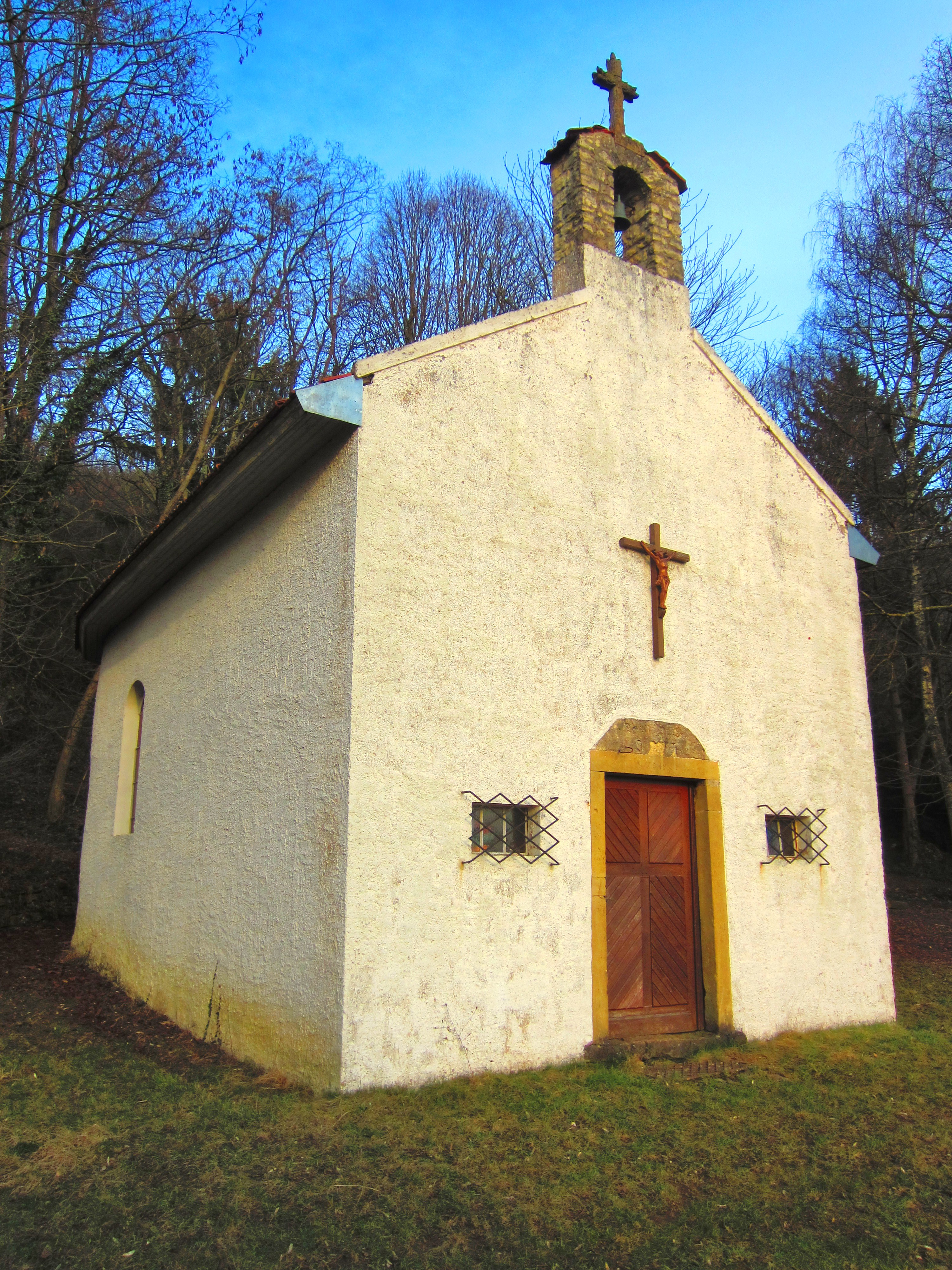
Chapelle Notre-Dame-des-Sept-Douleurs sur le Stromberg.
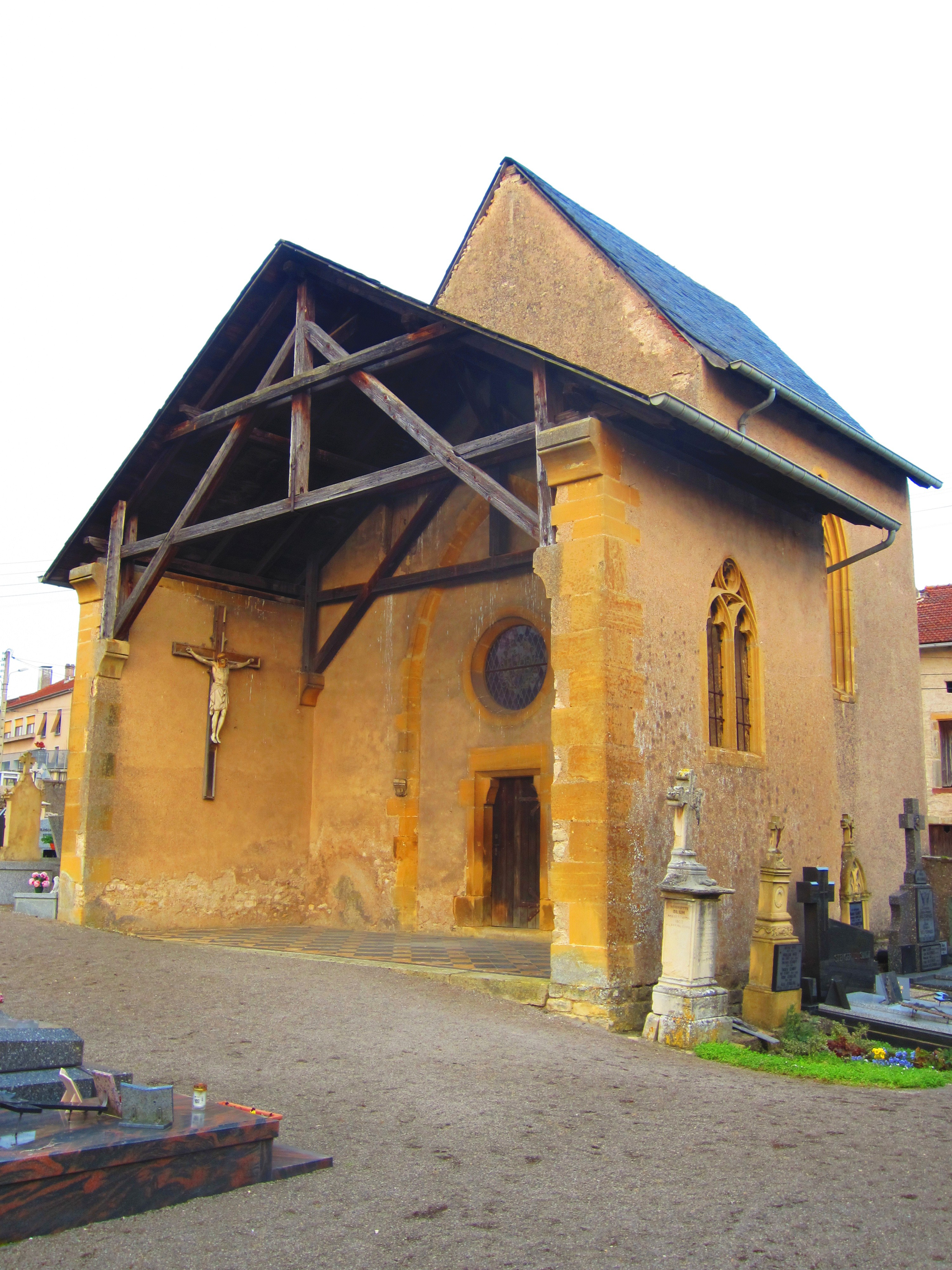
Chapelle Saint-Jean-Baptiste (près du cimetière).

### Héraldique
| Blason de Contz-les-Bains | Blason  | D'argent à la roue de sable enflammée de quatre flammes de gueules, posées en sautoir; au chef de gueules chargé de trois coquilles d'argent. |
| Blason de Contz-les-Bains | Détails | Le statut officiel du blason reste à déterminer.                                                                                              |